# 東カバンゴ州
東カバンゴ州（Kavango East）は、ナミビアの州の一つ。2013年にカバンゴ州が東西に分割された後の東部地域を管轄する。州都はルンドゥ。同じく分割によって設置された西カバンゴ州よりも少し人口・面積値が大きい。

オカヴァンゴ川に沿った地域であり、分割後はカプリビ回廊と旧カバンゴ州都のルンドゥを引き継いでいる。
州知事のサミュエル·ムバンボ（en:Samuel Mbambo）は出身地である旧カバンゴ州の知事を2013年4月より務めており、東西分割後も2014年4月までは両州知事を兼任していた。
トランスカプリビハイウェイや国道B10号線が州内を走っており、回廊内のザンベジ州や隣国のアンゴラ、オチョソンデュパ州などへの交通が未舗装（大部分）ながら整備されている。

## 参考資料
これらの統計は、ナミビア統計庁（de:Namibia Statistics Agency）が制作したものである。
- 2011年ナミビア国勢調査・カバンゴ州
- 2011年ナミビア国勢調査・東カバンゴ